# Mercedes-Benz W245
Mercedes-Benz W245 (внутреннее обозначение T245) – серия малых компактных автомобилей B-класса немецкой торговой марки Mercedes-Benz, представленная в 2005 году. Производство было налажено на заводе в городе Раштатт, Германия. В модельной линейкe компании позиционируется между A- и CLA-классами. Производство серии завершилось в 2011 году с приходом второго поколения B-класса в кузове W246.

## История
Автомобиль первого поколения B-класса в кузове W245 был представлен в 2005 году. Весной того же года он стал доступен для покупки на рынке Европы, а с осени поступил в Канаду. Серия представляла собой автомобили с переднеприводной переднемоторной компоновкой, с конструкцией пола типа «сандвич» и оснащённые параболической задней подвеской. Многие решения были позаимствованы у A-класса. Mercedes-Benz W245 имеет двухсекционную конструкцию: одна часть для трансмиссии и привода, вторая для пассажиров и багажа. Сравнительно большой внутренний объём достигается за счёт высоты модели и её компоновки.
Все модели серии оснащались большим количество различных систем пассивной автомобильной безопасности, такими как электронная система стабилизации (ESP), антиблокировочная система (ABS), функция контроля тяги, подсветка поворотов, активная система освещения и другими. В случае возникновения лобового удара двигатель и трансмиссия проходили под пассажирским салоном, не нанося ущерба людям, находящимся в автомобиле.
В 2008 году компания Mercedes-Benz оснастила серию системой «старт-стоп» и опциональным пакетом BlueEFFICIENCY. В модельном ряду появилась модель B 170 NGT, способная работать как на бензине, так и на сжиженном газе.
В 2010 году компания Mercedes-Benz отозвала около 3500 автомобилей А-класса W169 и B-класса W245 с двигателями M266 в связи с протечками в топливопроводах. Неисправности обнаружены у машин, сошедших с конвейера с 1 по 12 июля 2010 года. Протечки могут возникать в близости от салонных фильтров, из-за чего владельцы могут сразу почувствовать запах бензина в салоне.
B 180 после рестайлинга
В конце 2010 года стало известно, что китайский автопроизводитель BAIC, тесно сотрудничающий с Daimler AG, будет выпускать двойника B-класса. Автомобиль получил название BAIC BC301Z. Несмотря на то что BAIC выпускает автомобили по лицензии, они будут иметь отличия — иные фары и фонари, решётка радиатора и эмблема, меньшая длина кузова и двигатели с трансмиссией, а также модернизированный интерьер. Первоначально были запланированы два варианта двигателей — рабочим объёмом в 1,3 и 1,5 л, производства компании Mitsubishi. Силовые установки планировалось агрегировать с вариаторной коробкой переключения передач. Кроме того, китайская компания предлагала на базе BAIC BC301Z седан BAIC BC302Z. Выпуск серии стартовал в 2011 году.
30 января 2011 года в честь 125-летия с момента получения Карлом Бенцом патента на первую машину с бензиновым двигателем, концерном Daimler AG были отправлены в кругосветное путешествие 3 автомобиля Mercedes-Benz B-класса F-Cell. Старт пробегу дали Дитер Цетше, канцлер Германии Ангела Меркель и гонщики Формулы-1 Михаэль Шумахер, Нико Росберг и Дэвид Култхард.
Маршрут общей протяженностью 30 000 км продлился 125 дней. Старт был дан в Штутгарте, после чего путь заключался к югу через Париж, Барселону, Мадрид, США, Северную Америку и Канаду, Австралию, Китай, Россию, Финляндию и другие страны. Финиш состоялся в июне обратно в Штутгарте.
Целью автопробега также являлась возможность доказать состоятельность технологии силовых установок на топливных ячейках.
Производство первой серии B-класса было завершено в июне 2011 года. До завершения производства по всему миру было доставлено более 700 000 автомобилей. Наибольший объём (около одной трети) пришёлся на рынок Германии.

## Описание

### Безопасность
В 2006 году B-класс в кузове W245 прошёл тест EuroNCAP:
| Euro NCAP                                             | Euro NCAP | Euro NCAP | Euro NCAP |
| ----------------------------------------------------- | --------- | --------- | --------- |
| Рейтинги                                              | Пассажир  |           | 34        |
| Рейтинги                                              | Ребёнок   |           | 37        |
| Рейтинги                                              | Пешеход   |           | 12        |
| Протестированная модель: Mercedes-Benz B-класс (2006) |           |           |           |

## Модификации

### F-Cell

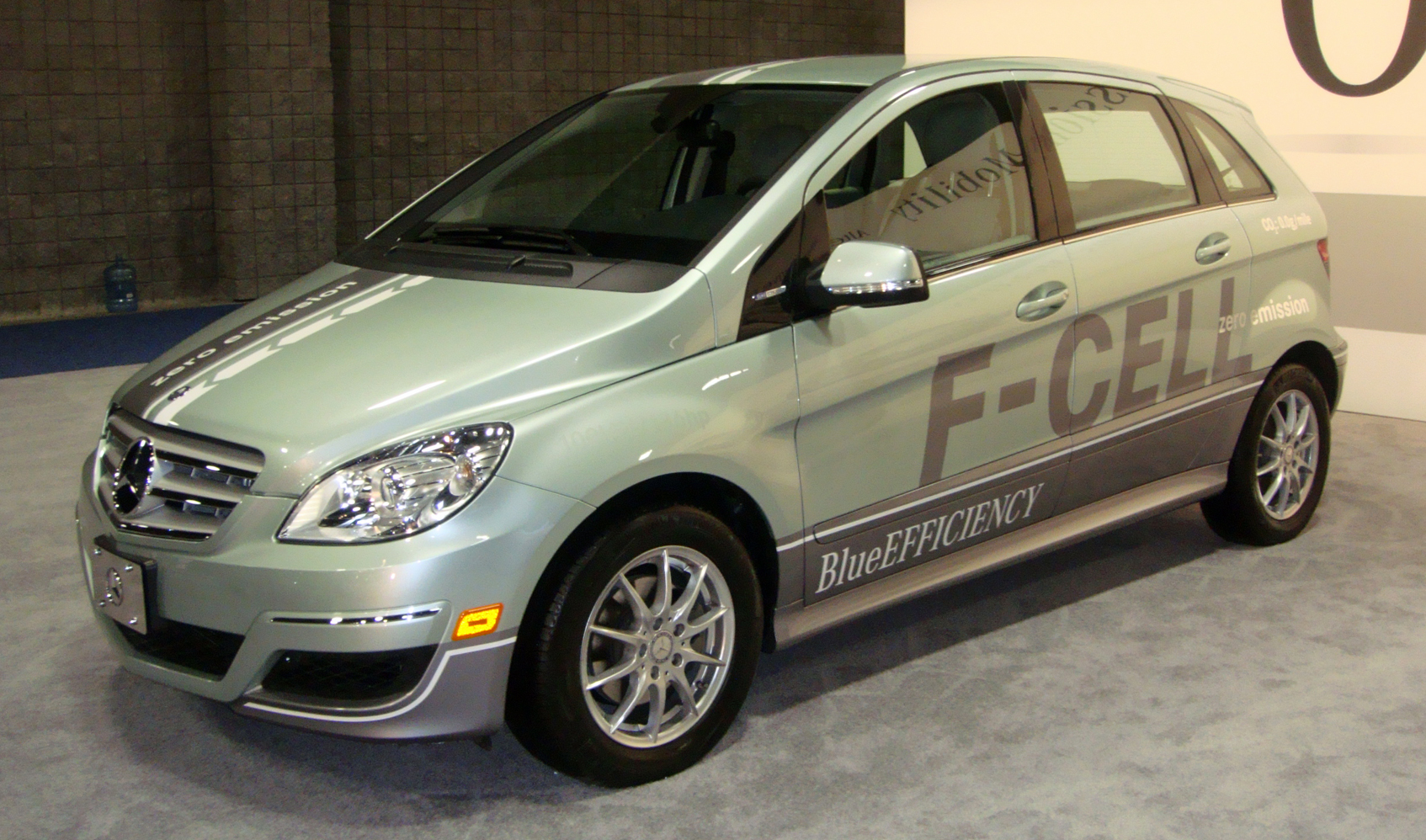
Mercedes-Benz B-класс F-Cell на Вашингтонском автошоу 2010

В 2010 году компанией Mercedes-Benz был представлен вариант B-класса в кузове W245, оснащённый 136-сильным электромотором, питающимся от литий-ионных батарей. Электричество для аккумуляторов вырабатывается специальной силовой установкой на топливных ячейках (водород), а также за счёт системы рекуперации энергии при торможении. Компоненты силовой установки располагаются в полу машины, не занимая место в салоне и не уменьшая объёма багажника.
Запас хода водородного компактвена составляет 385 км. Кроме того, автомобили с подобными силовыми установками считаются «экологически чистыми», поскольку выхлопом у них является обычная вода.
В США и Европу первые 200 экземпляров водородного B-класс были доставлены в начале 2010 года.

## AMG модификации
Специалистами подразделения Mercedes-AMG был создан уникальный B-класс с 8-цилиндровым V-образным двигателем рабочим объёмом 5,5 литров, выдающий 388 л.с. и 530 Н·м мощности и крутящего момента соответственно. Силовой агрегат интегрируется с семиступенчатой автоматической трансмиссией 7G-Tronic. По словам разработчиков, подкапотное пространство потребовало лишь незначительных модернизаций для установки подобного силового агрегата. С таким двигателем и коробкой переключения передач компактвен разгоняется с 0 до 100 км/ч всего за 5,2 секунд. Автомобиль имеет привод на заднюю ось, а его карданный вал и задняя подвеска были позаимствованы у Mercedes-Benz E430. Тормозная система идентична той, что устанавливалась на Mercedes-Benz C32 AMG. Автомобиль выпущен в единственном экземпляре.

## Проблемы
Mercedes-Benz отозвал около 3500 автомобилей А-класса W169 и B-класса W245 с двигателями M266 в связи с протечками в топливопроводах. Неисправности обнаружены у машин, сошедших с конвейера с 1 по 12 июля 2010 года. Протечки могут возникать в близости от салонных фильтров, из-за чего владельцы могут сразу почувствовать запах бензина в салоне.